# Докукин, Владимир Игнатьевич
Владимир Игнатьевич Докукин — советский хозяйственный, государственный и политический деятель, профессор (1938), доктор экономических наук, заслуженный деятель науки РСФСР.

## Биография
Родился в 1894 году в Иркутской губернии. Член КПСС с 1918 года.
Участник Гражданской войны.
Окончил Экономический институт Красной профессуры в 1930 году.

## Сочинения
Научные труды посвящены проблемам экономики мировой социалистической системы, теории общего кризиса капитализма, критике буржуазно-экономических теорий.
- Правда о бандитах. — 3-е изд. -[Тамбов] : Гос. изд-во. Тамбов. отд., [1921]. −15 с.
- Два мира — две системы, М., 1958;
- Международное значение экономического соревнования двух мировых систем, М., 1960;
- Общий кризис капитализма, М., 1963;
- Современная буржуазная политическая экономия на службе монополий, М., 1966;
- Закономерности становления социалистического производства, М., 1966;
- Критика современных антимарксистских экономических теорий, М., 1969.
- Критика современных антимарксистских экономических теорий : [учеб. пособие для экон. высш. и сред. спец. учеб. заведений], М., 1974.
- Критика буржуазных трактовок научно-технического прогресса при социализме, М., 1980.

Умер в Москве после 1984 года.